# Zineb Wakrim
Zineb Wakrim (née le 19 avril 2001 à Casablanca) est une réalisatrice, scénariste et  artiste visuelle . Depuis son plus jeune âge, elle est fascinée par l’histoire de l’art et plus particulièrement par le mouvement surréaliste, rêvant de devenir une Salvador Dali ou une René Magritte.
La peinture lui permet de visualiser à l’avance des plans filmés et de leur donner vie et sens. En 2019, elle obtient son baccalauréat en arts appliqués, puis intègre l’école des arts visuels de Marrakech pour obtenir un diplôme de réalisation en 2023.
Aujourd’hui, Zineb Wakrim fait partie de la jeune génération des milléniaux, qui promet un nouveau cinéma marocain.
Pour l’artiste, le cinéma devient un refuge contre le monde actuel, souvent impitoyable. Le cinéma lui permet de créer un monde empreint de poésie et de spiritualité et de partager ses valeurs avec ceux qui croient en cette spiritualité et en des idéaux, en étant là les uns pour les autres et en travaillant ensemble pour l’humanité.
Elle puise son inspiration dans certains détails : la misère, le besoin, le manque et, finalement, le courage ineffable qui remet tout en ordre et redonne espoir à tous ceux qui le cherchent quelque part.
Pendant sa formation à l’école de cinéma, Zineb travaille en parallèle sur ses mémoires personnelles, ce qui lui permet de découvrir quelques références inspirantes pour son cinéma, comme le concept kinoobraz d’Andreï Tarkovski ainsi que la rupture dramaturgique d’Antonioni, que l’on perçoit clairement dans son écriture, son approche créative du scénario et sa plasticité visuelle.
Zineb Wakrim a réalisé plusieurs films, dont AYYUR, qui a été sélectionné dans la compétition officielle CINEF du Festival de Cannes et a remporté le troisième prix. AYYUR a été récompensé par la présidente du jury Ildikó Enyedi « pour son originalité et son caractère incisif » et a fait le tour de plusieurs festivals après sa première à Cannes. Il a été projeté au cinéma Panthéon à Paris en juin, au MUCEM à Marseille à COPEAM, au SARAJEVO FILM FESTIVAL en Bosnie-Herzégovine, a reçu une mention spéciale JEUNE PUBLIQUE à Montpellier et a brillé au MEDFILM ROME en Italie.
AYYUR a permis à Zineb WAKRIM d’être sélectionnée parmi les 30 UNDER 30 de FORBES MIDDLE EAST 2023 aux Etats-Unis.

## Éducation
Wakrim a obtenu son baccalauréat en arts appliqués en 2019 avant de rejoindre l'École des Arts Visuels de Marrakech, où elle a obtenu son diplôme de réalisation en 2023,.

## Carrière
Sa carrière a pris son envol avec le court métrage Ayyur, sélectionné à La Cinef du Festival de Cannes en 2023, remportant la troisième place,.
En 2023, Zineb Wakrim a été sélectionnée parmi les 30 UNDER 30 de FORBES MIDDLE EAST aux États-Unis.

## Filmographie
- 2023 : Ayyur

## Récompenses
- 2023 : Troisième place pour Ayyur à La Cinef du Festival de Cannes[7].
- 2023 : Mention spéciale JEUNE PUBLIQUE de Montpellier au Festival CINEMED
- 2024 : Médaille d'or au festival du film pour la jeunesse de Hurghada en Egypte.
- https://fr.hespress.com/387289-le-cinema-marocain-triplement-prime-au-festival-du-film-pour-la-jeunesse-dhurghada.html